# Pakin
Pakin ist ein kleines Atoll im Pazifischen Ozean etwa 30 km nordwestlich des westlichen Riffkranzes der mikronesischen Insel Pohnpei. Pakin bildet zusammen mit Pohnpei und dem 26 km südlich gelegenen Ant-Atoll die Gruppe der Senjawin-Inseln.

## Geographie
Das schmale Atoll ist rund 10 km lang und bis zu 3,6 km breit. Mehrere bewachsene Inseln finden sich auf dem südöstlichen Saumriff; Nikalap, die größte Insel des Atolls, liegt allerdings in der nordwestlichen Ecke von Pakin.
Die Gesamtfläche des Atolls beträgt 24 km². Die Lagune ist bis zu 55 Meter tief.
Es gibt nur eine Bootspassage in die Lagune an der Südwestseite des Atolls.
Die benannten Inseln in der Reihenfolge des Uhrzeigersinns, beginnend im Nordwesten:
1. Nikelap (Nikahlap)
2. Tomwena (Tomweina)
3. Omwrang
4. Peilepwil (Painpwel)
5. Sapagna (Sapagnin)
6. Kehrot
7. Osetik (Uyetik)
8. Wolomwin (Olamwun)
9. Mwant (Mwand, Mwahnid)

Eine Studie dokumentiert fünf bis sechs Namensvarianten für sieben der vorgenannten Inseln.

## Geschichte
Das Atoll Pakëin wird historisch als frühere section von Sokehs proper (dem eigentlichen Teil von Sokehs, der vorwiegend auf der gleichnamigen Insel liegt, im Gegensatz zum Teil Palikir, der auf der Insel Pohnpei liegt) erwähnt. Hier wird einmal unterschieden zwischen Sokehs proper (Insel Sokehs, im Norden), und Palikir als der auf der Hauptinsel Pohnpei (Ponape) gelegene Teil von Sokehs.

## Verwaltung
Obwohl 100 bis 200 Einwohner auf dem Atoll leben, bildete es nie eine eigene Gemeinde, sondern gehört zur Gemeinde (municipality) Sokehs, mit Sitz im Nordwesten der Insel Pohnpei.